# Pedinus helopioides
Pedinus helopioides – gatunek chrząszcza z rodziny czarnuchowatych i podrodziny Tenebrioninae. Zamieszkuje południowy wschód Europy i Azję Mniejszą.

## Taksonomia
Gatunek ten opisany został po raz pierwszy w 1814 roku przez Ernsta Friedricha Germara.

## Morfologia
Chrząszcz o krępym, owalnym w zarysie ciele długości od 9 do 12 mm. Ubarwienie ma błyszcząco smolistoczarne z jaśniejszymi głaszczkami i stopami.
Głowa jest poprzeczna, gęsto punktowana, na przedniej krawędzi pośrodku wykrojona, o oczach całkowicie podzielonych występami policzków. Czułki sięgają do tylnego brzegu przedplecza.
Przedplecze najszersze jest u tylnego brzegu i stamtąd stopniowo zwęża się ku głowie, boki mając niezaokrąglone, niemal proste; w sumie jego obrys jest trapezowaty. Na jego powierzchni występują mocne, gęsto rozmieszczone, owalnie wydłużone punkty, po bokach łączące się w wzdłużne smużki. Krawędzie boczne i przednie kąty są obrzeżone delikatnymi listewkami. Kształt tarczki jest krótki i poprzeczny. Pokrywy są owalne, sklepione, o wyraźnie, dość grubo punktowanych rzędach i płaskich, gęsto, równomiernie i dość głęboko punktowanych, pozbawionych mikrorzeźby międzyrzędach.
Odnóża przedniej pary samca mają porośnięty szczecinkami spód uda oraz silnie rozszerzone sercowato, po bokach i od spodu porośnięte rudozłotymi włoskami człony stóp od pierwszego do trzeciego; u samicy przednie uda są nagie, a człony przednich stóp wąskie, kwadratowe, co najwyżej z kilkoma szczecinkami po bokach. Odnóża środkowej pary u samca mają golenie wykrzywione i na szczytach wskutek kątowego rozszerzenia wewnętrznej strony trójkątne, a stopy pogrubione; u samicy środkowe golenie są proste i zwyczajnie ku szczytom rozszerzone, a środkowe stopy niepogrubione. Odnóża pary tylnej u samca mają uda dłuższe, szersze, przy tylnym brzegu opatrzone wycięciem z gęstą szczoteczką żółtobrunatnych szczecin, a golenie nieco wykrzywione i wyraźnie spłaszczone po wewnętrznej stronie; u samicy uda te mają prosty i pozbawiony szczecin brzeg tylny, a golenie są wyprostowane i walcowate.

## Ekologia i występowanie
Owad ten zasiedla nasłonecznione stanowiska o charakterze stepowym, gdzie bytuje pod kamieniami i wśród traw.
Gatunek palearktyczny, znany z Włoch, Słowenii, Słowacji, Węgier, Chorwacji, Bośni i Hercegowiny, Rumunii, Bułgarii, Albanii, Grecji oraz europejskiej i anatolijskiej części Turcji. Z polskiego Roztocza podany raczej błędnie, prawdopodobnie wskutek pomylenia z zatępką polną.